# Nardoa tumulosa
Nardoa tumulosa är en sjöstjärneart som beskrevs av Fisher 1917. Nardoa tumulosa ingår i släktet Nardoa och familjen Ophidiasteridae. Inga underarter finns listade i Catalogue of Life.